# Kuifbladspeurder
De kuifbladspeurder (Anabazenops dorsalis) is een zangvogel uit de familie Furnariidae (ovenvogels).

## Verspreiding en leefgebied
Deze soort komt voor van zuidoostelijk Colombia tot extreem noordwestelijk Bolivia en westelijk amazonisch Brazilië.

## Status
De grootte van de populatie is niet gekwantificeerd maar de soort heeft een versnipperde verspreiding en wordt omschreven als schaars. Op de Rode lijst van de IUCN heeft deze soort de status niet bedreigd.